# Melittia abyssiniensis
Melittia abyssiniensis là một loài bướm đêm thuộc họ Sesiidae. Nó được biết đến ở Ethiopia.